# 31. Armee (Japanisches Kaiserreich)
Die 31. Armee (jap. 第31軍, Dai-sanjūichi-gun) war 1944 bis 1945 ein Großverband des Kaiserlich Japanischen Heeres.  Ihr Tsūshōgō-Code (militärischer Tarnname) war Die Vorbereitete (備, Bi).

## Geschichte
Am 18. Februar 1944 stellte das Daihon’ei (Japanisches Hauptquartier) die 31. Armee unter General Hideyoshi Obata auf. Die 31. Armee wurde als Garnisonstruppe aufgestellt, um Landungen amerikanischer Streitkräfte auf den japanischen Südsee-Mandats-Inseln der Marianen zu bekämpfen und in einem Zermürbungskrieg solche Verluste zu verursachen, dass sie eine amerikanische Invasion auf die japanischen Heimatinseln verhindern würde. Das Südsee-Mandat wurde in drei Abschnitte Nördliche Marianen, Südliche Marianen und Truk unterteilt. Die 80.000 Mann starke japanische 31. Armee hatte ihren Hauptsitz in Truk.
Bei der Operation Hailstone am 17. und 18. Februar 1944 wurde Truk von Trägerflugzeugen der Fast Carrier Task Force angegriffen. Bei dem Angriff wurden die Leichten Kreuzer Katori und Naka, die Hilfskreuzer Aikoku Maru, Akagi Maru und Kiyosumi Maru, 4 Zerstörer, 4 verschiedene kleinere Kriegsschiffe und 31 Transportschiffe versenkt. Etwa 300 Flugzeuge der Garnison von Truk wurden zerstört. Mehr als 4500 japanische Soldaten wurden getötet. Nach der Operation Hailstone war die japanische Garnison auf Truk isoliert und wurde bis Kriegsende nicht mehr angegriffen. Die amerikanischen Streitkräfte setzten derweil ihren Vormarsch nach Japan fort. Die Soldaten der 31. Armee und anderer Einheiten auf Truk und anderen Inseln im mittleren Pazifik waren dem Hunger ausgesetzt, bis Japan im August 1945 kapitulierte.
Die Garnisonen auf anderen Marianen-Inseln wurden bei der Schlacht um Guam, der Schlacht um Saipan und der Schlacht um Tinian vernichtet. Nur wenige Soldaten gerieten in Kriegsgefangenschaft. So standen bei Schlacht um Tinian knapp 8000 Japaner, darunter 4000 Mann des 50. Infanterie-Regiment der 29. Infanteriedivision, gegen die landenden 35.000 Amerikaner. Bis auf 200 Mann fiel die gesamte Inselgarnison.

## Oberbefehlshaber
Kommandeur der 31. Armee war vom 18. Februar bis 11. August 1944 General  Hideyoshi Obata. Obata gab am 11. August 1944 auf Guam den Befehl, dass seine Streitkräfte bis zum Tod kämpfen sollten und beging  Seppuku. Vom 11. August bis 22. August 1944 führte Generalmajor Yoshitomi Tamura das Kommando und vom 22. August 1944 bis zum 1. September 1945 Generalleutnant Junzaburō Mugikura.

## Einheiten der 31. Armee
Einheiten auf den südlichen Marianen-Inseln waren die 29. Infanteriedivision und die 48. Selbstständige gemischte Brigade. Einheiten auf den nördlichen Marianen-Inseln waren das 9. Panzer-Regiment der 1. Panzer-Division, die 43. Infanteriedivision und die 47. Selbstständige gemischte Brigade. Die Garnison auf Truk bestand aus der 52. Infanteriedivision, der 50. Selbstständige gemischte Brigade, der 51. Selbstständige gemischte Brigade und der 52. Selbstständige gemischte Brigade.
Eine Selbstständige gemischte Brigade (jap. 独立混成旅団, dokuritsu konsei ryodan) war im Kaiserlich Japanischen Heeres ein Sonderverband, der in der Größenordnung zwischen einer Division (ca. 15.000 Mann) und einem Regiment (ca. 3500 Mann) lag und verschiedene Waffengattungen umfasste.